# Regius Professor of Ocean Sciences (Southampton)
Der Regius Professor of Ocean Sciences ist eine 2016 durch Königin Elisabeth II. anlässlich ihres 90. Geburtstags gestiftete Regius Professur für Meereskunde an der University of Southampton.

## Geschichte der Professur
2015 teilte Schatzkanzler George Osborne während des Vortrags zum Staatshaushalt Pläne mit, weitere Regius-Professuren anlässlich des 90. Geburtstags der Queen (26. April 2016) einzurichten. Anders als in früheren Zeiten geht mit den Ernennungen der jüngeren Vergangenheit aber keine Finanzierung mehr einher. Am 6. Juni 2016 wurde dieser Plan umgesetzt. Zusammen mit dieser Professur wurden elf weitere Professuren gestiftet.
Das National Oceanography Centre Southampton (NOCS) ist eine Forschungseinrichtung von Weltrang. Die Zusage der Professur deutet die hohe Bewertung an, die die Forschung der Institution der königlichen Kommission aufzeigen konnte. Nach der Übergabe der königlichen Urkunde begann die Universität mit der Suche nach dem ersten Professor.
Das Board der Universität entschied sich, die Professur extern zu vergeben, und suchte intensiv nach angemessenen Kandidaten für die Professur, für die ein außergewöhnlicher Werdegang mit der nachgewiesenen Fähigkeit erwartet wurde, Finanzierungen für Forschung beschaffen zu können. Es wurden mehrere Runden von Ausschreibungen durchgeführt. 2020 wurde mit Harry Bryden ein noch aktiver, aber emeritierter Professor aus Southampton als erster Regius Professur ernannt. 2023 wurde die Nachfolge Brydens ebenfalls aus Southampton erfüllt und der seit 2005 lehrende Alberto Naveira Garabato wurde zum zweiten Professor berufen.

## Inhaber
| Name                     | Namenszusatz        | von  | bis  | Anmerkung |
| ------------------------ | ------------------- | ---- | ---- | --- |
| Harry Bryden             | A.B., Ph.D.; F.R.S. | 2020 | 2023 | Bryden lehrte seit über 25 Jahren in Southampton und trug mit dazu bei, dass die Universität den Zuschlag für eine Regius Professur erhielt. Bekanntheit erlangte er für seine Arbeiten um die globalen Meeresströmungen und deren Bedeutung für das weltweite Klima. |
| Alberto Naveira Garabato | Ph.D.               | 2023 |      | Wie sein Vorgänger Bryden untersucht Garabato die Meeresströmungen und ihre Bedeutung für das Klima. Er lehrt seit 2005 an der University of Southampton. |